# ディグダグ
『ディグダグ』 (DIGDUG) は、ナムコが1982年3月に発売した業務用ゲーム。および、本作に登場する主人公キャラクターの名称。

## ゲーム内容
縦型固定画面のゲームで、4方向レバーと1つのボタンを使用する。レバーで主人公ディグダグを操作、移動先に地面があるときには掘りながら進んでいく。移動しているときだけ音楽が流れる（停止時はモンスター歩行音）。地中という設定ではあるが、岩を除くキャラクターに重力の概念は存在せず、地上に対して垂直に掘られた縦穴も難なく上がることができる。
敵はあらかじめ穴のあいた地中に配置されており、空けられた穴を移動するが自ら地中を掘ることはない。ただし、時々「目変化（めへんげ）」と呼ばれる状態に変化すると、移動速度が下がる代わりに現在のディグダグの位置に向かうように地中を通過できる。目変化はどこかの穴に到達すると解除される。
ボタンを押すと、銛（モリ）を前方に射出する。銛はポンプとチューブに接続されており、敵に当てると動きを止め一段階膨らむ。さらに銛を刺したままボタンを続けて押す（連打、または押したまま、または銛を刺し直すと）とだんだん大きく膨らむ（プクプクポン）。三段階目を超えて膨らませると破裂して敵を倒すことができる。深い地層（地中の色で判別可能）で倒すほど高得点となる。なお、銛を刺した状態で移動すると解除され、膨らんだ敵を放置すると少しずつしぼんで元に戻るが、その間はディグダグが敵に接触してもミスにならない。
時間が経つと短い音楽と共に敵のスピードがアップする。敵が残り1匹になると、短い音楽と共に左上へ撤退行動を取る。画面上の敵を銛、もしくは岩で全て倒すか、敵が撤退完了すると面クリアとなる。

### 仕掛け
岩
岩の直下を掘ると一定時間後に落下する。岩の真下を掘ったら、すぐに主人公を上向きにすることで落下を抑える事ができる（そこから更に他方向に動かすと上向きにしても抑える事はできない）。
着地するまで落下し続け、その時下にいた敵や主人公を全て巻き込んで潰してしまう。敵を一度にまとめて潰せば高得点となる。主人公が岩の下敷きになるとミスとなる。敵をおびき寄せながら、岩の下方から縦穴を掘り、タイミングを見計らって岩を落下させるのが基本的な戦略になる。落下後は割れて画面から消滅する。

### アイテム
ベジタブルターゲット
岩を2つ落下させると、主人公のスタート位置に出現する。なお、アーケード版は敵に捕まった直後の1つ目の落下はカウントされない。全部で11種類存在し、3ラウンドまで毎回、および4ラウンド以降は2ラウンドごとに変化する（ラウンド18以降で最高得点）。ベジタブル（野菜）ターゲットという名称ではあるが、ベジタブルと無関係なターゲットも出現する。
ラウンドが進むと高得点になるので、スコアを稼ぐプレイヤーにとっては重要なものとなる。
花
現在の面数を表示する。10面毎に大きな花が咲く。大きな花は赤と黄色の2種類があり、ラウンド数が多くなると花が増えなくなる。アーケード版は68面で表示数が最高になる。100面単位毎に花がすべて無くなる。

### バグ
本作アーケード版の初期に出回ったバージョンには、以下のバグが存在している。
- 敵をポンプで破裂させ、破裂したグラフィックが出ている時に岩石落としで潰す。この岩石落としによって敵を全滅させた場合、またはこの岩石落とし後に他の敵が残っている場合は、残りの敵をポンプで破裂させずに倒すか、あるいは敵が逃げて画面上に存在しなくなると、ラウンド（ステージ）が終わらずに次のラウンドへは進まなくなる。こうなってしまうとベジタブルターゲットを取るか岩石落としで主人公を自殺させる以外にラウンドを終わらせる方法が無くなってしまう。改善されているものは破裂状態に岩石を落としても潰れないようになっている。PlayStation版『ナムコミュージアム Vol.3』でも同様のことが可能だが、ベジタブルターゲットを取ってもラウンドが終わらない。自殺させることで終わる事はできる。
- ベジタブルターゲットを取ると同時に敵を破裂させると、ターゲットの2倍の得点が入る。
- 126面からは、地上に出たファイガーが移動しないで停止してしまう。
- 136面からは、目変化の速度がオーバーフローを起こすのか、目変化状態の敵の移動が止まってしまい、難易度が極端に下がる。この状態で面数を進めると、目変化の移動も徐々に早くなっていく。これも初期バージョンのみに発生するバグで、難易度調整された目変化で停止しないバージョンもある。
- 255面をクリアすると次の面で既にモンスターに触れている状態から始まり、ラウンド開始と同時にミスになる。残機がなくなるまで繰り返しミスになる為、それ以上ゲームを進められなくなり、強制的にゲームオーバーになる。キルスクリーンとも呼ばれるアーケードゲームの現象のひとつ。その後にコンティニューすると1面から始まる。このバグに修正が施され、256面以上延々と続けられるバージョンもある。

## キャラクター
ディグダグ（DIGDUG）
主人公。ボタンを押すと向いた方向に銛を放つ。敵に銛を刺した後、ボタンを押してポンプでふくらまして破裂（プクプクポン）させることで倒すことができる。敵にふれる、火炎で焼かれる、岩に潰されるなどでミスになる。
ファミリーコンピュータ版（ファミコンミニやバーチャルコンソールを含む）では目変化状態の敵には接触してもミスにならない様に変更されている。
後に『ミスタードリラー』シリーズにおいて、主人公「ホリ・ススム」の父親であり、名前は「ホリ・タイゾウ」という設定が加えられた。
プーカァ（プーカ）（POOKA）
ゴーグル型の水中眼鏡を掛けた風船のモンスター。基本的には掘られた部分を進んでいくが、時々「目変化」して土中をすり抜け直接主人公に向かってくる。なお、目変化の状態になると移動力は格段に落ちる。
「プーカ」または「プーカァ」と呼ばれる。
ファイガー（ファイガ）（FYGAR）
背びれが光った後に左右に向いている方向へ火炎を放つ緑色の怪獣。火炎は薄い壁をも通り抜け、主人公は当たるとミスとなる。プーカァと同じく目変化して土中をすり抜け、直接主人公に向かってくる。火炎の射程が主人公の銛より長いため、横から接近すると銛が届かないところで火炎を浴びる危険が高い。その代わり、横から破裂させると通常の倍の得点が入る。
登場初期では「ファイガー」で、現在は作品によっては「ファイガ」と呼ばれることもある。

## 移植版
- ファミリーコンピュータ等、特定機種版を基にした移植は備考欄に記載する（記載の無い場合はアーケード版の移植）。

| No. | タイトル                                                                                           | 発売日 | 対応機種                                                                       | 開発元                                                                   | 発売元                                 | メディア                                                                | 型式 | 売上本数 | 備考                                                       |
| --- | -------------------------------------------------------------------------------------------------- | --- | ------------------------------------------------------------------------------ | ------------------------------------------------------------------------ | -------------------------------------- | ----------------------------------------------------------------------- | --- | -------- | ---------------------------------------------------------- |
| 1   | ディグダグ                                                                                         | 1982年11月 | M5                                                                             | タカラ                                                                   | タカラ                                 | ロムカセット                                                            | GRC-1 | -        |                                                            |
| 2   | Dig Dug                                                                                            | 1983年 ・2月:TI99 ・10月:A26,A52 ・11月:A8,C64,IBM                                                                                                  | TI-99/4A Atari 2600 Atari 5200 Atari 8ビット・コンピュータ コモドール64 IBM PC | アタリ                                                                   | アタリ                                 | フロッピーディスク (TI99,C64,IBM) ロムカセット (A26,A52,A8)             | RX8509 (TI99) CX2677 (A26) CX5211 (A52) CXL4026 (A8) RX8026 (A8再販版) RX8511 (C64) DX5506 (IBM)                | -        |                                                            |
| 3   | ディグダグ                                                                                         | 1983年7月頃 | PC-8001 X1                                                                     | マイコンソフト                                                           | 電波新聞社                             | カセットテープ                                                          | DP-3778 (PC80) DP-3287 (X1)                                                                                     | -        |                                                            |
| 4   | ディグダグ                                                                                         | 1983年10月 | PV-1000                                                                        | カシオ                                                                   | カシオ                                 | ロムカセット                                                            | GPA-105 | -        |                                                            |
| 5   | ディグダグ                                                                                         | 1984年 ・1月頃:PC88 (CT版) ・8月頃:PC88 (FD版),MZ15                                                                                                 | PC-8801 MZ-1500                                                                | マイコンソフト                                                           | 電波新聞社                             | カセットテープ (PC88) フロッピーディスク (PC88) クイックディスク (MZ15) | DP-3653 (PC88 CT版) DP-3101101 (PC88 FD版) DP-3201201 (MZ15)                                                    | -        |                                                            |
| 6   | Dig Dug                                                                                            | 1984年2月 | Apple II VIC-1001                                                              | アタリ (APII) Syndein Systems (VIC)                                      | アタリ                                 | フロッピーディスク (APII) ロムカセット (VIC)                            | DX5507 (APII) RX8510 (VIC)                                                                                      | -        |                                                            |
| 7   | ディグダグ                                                                                         | 1984年5月25日 | MSX                                                                            | ナムコ                                                                   | ナムコ                                 | ロムカセット                                                            | DP-3912009 | -        |                                                            |
| 8   | ディグダグ                                                                                         | 1985年 ・1月頃:FM7 ・5月頃:PC60II ・10月頃:PC80SR,PC88SR                                                                                            | FM-7 PC-6001mkII PC-8001mkIISR PC-8801mkIISR                                   | マイコンソフト                                                           | 電波新聞社                             | カセットテープ (全機種) フロッピーディスク (FM7,PC60II,PC88SR)          | DP-3301143 (FM7 CT版) DP-3301202 (FM7 FD版) DP-3103147 (PC60II CT版) DP-3101074 (PC88SR CT版)                   | -        |                                                            |
| 9   | ディグダグ                                                                                         | 1985年6月4日 | ファミリーコンピュータ                                                         | ナムコ                                                                   | ナムコ                                 | 192キロビットロムカセット                                               | NDD-4500 | -        |                                                            |
| 10  | ディグダグ                                                                                         | 1986年4月頃 | FM77AV                                                                         | マイコンソフト                                                           | 電波新聞社                             | フロッピーディスク                                                      | DP-3301206 | -        |                                                            |
| 11  | Dig Dug                                                                                            | 1986年6月 | Atari 7800                                                                     | アタリ                                                                   | アタリ                                 | ロムカセット                                                            | CX7803 | -        |                                                            |
| 12  | Dig Dug                                                                                            | 1987年 | インテレビジョン                                                               | Realtime Associates                                                      | INTV Corp.                             | ロムカセット                                                            | 9005 70264 | -        |                                                            |
| 13  | ディグダグ                                                                                         | 1990年7月20日 | ディスクシステム                                                               | ナムコ                                                                   | ナムコ                                 | ディスクカード片面                                                      | NDS-DIG | -        | ロムカセット版の移植 書き換え専用ソフト                    |
| 14  | Dig Dug                                                                                            | 1992年9月 1992年 | ゲームボーイ                                                                   | ナムコ                                                                   | ナムコ                                 | ロムカセット                                                            | DMG-DY-USA DMG-DY-NOE                                                                                           | -        | 国内未発売 画面スクロール式                                |
| 15  | ビデオゲームアンソロジーVol.12 ディグダグ/ディグダグII                                             | 1995年2月24日 | X68000                                                                         | マイコンソフト                                                           | 電波新聞社                             | フロッピーディスク                                                      | DP-3205037 | -        |                                                            |
| 16  | ナムコクラシックコレクション Vol.2                                                                 | 1996年3月 | アーケード                                                                     | ナムコ                                                                   | ナムコ                                 | 業務用基板 （7.50メガバイト）                                           | - | -        |                                                            |
| 17  | ナムコミュージアム Vol.3                                                                           | 1996年6月21日 1997年1月31日 1997年2月12日 | PlayStation                                                                    | ナウプロダクション                                                       | ナムコ                                 | CD-ROM                                                                  | SLPS-00390 SLUS-00398 SCES-00268                                                                                | -        | 縦画面モニター表示対応                                     |
| 18  | ナムコギャラリー VOL.2                                                                             | 1996年11月29日 | ゲームボーイ                                                                   | ナムコ                                                                   | ナムコ                                 | 4メガビットロムカセット                                                 | DMG-AN2J-JPN | -        | スーパーゲームボーイ対応 内容は海外単品版と同一            |
| 19  | ナムコヒストリー VOL.3                                                                             | 1998年6月9日 | Windows (95)                                                                   | ナムコ                                                                   | ナムコ                                 | CD-ROM                                                                  | NMC-2011 | -        |                                                            |
| 20  | Namco Museum 64                                                                                    | 1999年10月31日 | NINTENDO 64                                                                    | Mass Media Games                                                         | ナムコ                                 | ロムカセット                                                            | NUS-NNME-USA | -        | 日本未発売                                                 |
| 21  | Namco Museum                                                                                       | 2000年6月25日 | ドリームキャスト                                                               | Mass Media Games                                                         | ナムコ                                 | GD-ROM                                                                  | T-1403N | -        | 日本未発売 収録作品はN64版と同一                           |
| 22  | ナムコミュージアム                                                                                 | 2001年6月11日 2001年12月7日 | ゲームボーイアドバンス                                                         | Mass Media Games                                                         | ナムコ                                 | ロムカセット                                                            | AGB-ANME-USA AGB-ANMJ-JPN AGB-ANMP                                                                              | -        | 画面スクロール式                                           |
| 23  | Namco Museum                                                                                       | 2001年12月4日 (PS2) 2002年10月9日 (GC,XB) | PlayStation 2 ニンテンドー ゲームキューブ Xbox                                 | Mass Media Games                                                         | ナムコ                                 | CD-ROM (PS2) 8センチ光ディスク (GC)                                     | SLUS-20273 (PS2) DOL-GNME-USA (GC) X02134 (XB)                                                                  | -        | 日本未発売 N64,GC版の増補版的内容                          |
| 24  | ディグダグ                                                                                         | 2003年8月27日 | iアプリ                                                                        | ナムコ                                                                   | ナムコ                                 | ダウンロード （アプリキャロットナムコ）                                 | - | -        |                                                            |
| 25  | ファミコンミニ16 ディグダグ                                                                        | 2004年5月21日 | ゲームボーイアドバンス                                                         | ナムコ                                                                   | 任天堂                                 | ロムカセット                                                            | AGB-FDDJ-JPN | -        | ファミリーコンピュータ版の移植                             |
| 26  | ナムコミュージアム Namco Museum Battle Collection                                                  | 2005年2月24日 2005年8月23日 2005年12月9日 2006年6月8日 (廉価版)                                                                                     | PlayStation Portable                                                           | ゴッチテクノロジー                                                       | ナムコ                                 | UMD                                                                     | ULJS-00012 ULUS-10035 UCES-00116                                                                                | -        | 画面モード7種                                              |
| 27  | Namco Museum - 50th Anniversary ナムコミュージアム アーケードHITS! Namco Museum - 50th Anniversary | 2005年8月30日 (PS2,XB,GC) 2005年10月25日 (WIN) 2006年1月26日 (PS2) 2006年3月27日 (WIN) 2006年3月31日 (PS2,XB) 2006年5月19日 (WIN) 2006年6月9日 (GC) | PlayStation 2 ニンテンドーゲームキューブ Xbox Windows (XP)                     | Digital Eclipse                                                          | ナムコ エレクトロニック・アーツ        | DVD-ROM (PS2,XB) 8センチ光ディスク (GC) CD-ROM (WIN)                    | SLUS-21164 (PS2) SLUS-20273GH (PS2廉価版) DOL-G5NE-USA (GC) SLPS-25590 (PS2) SLES-53957 (PS2) DOL-G5NE-EUR (GC) | -        |                                                            |
| 28  | Namco Museum - 50th Anniversary                                                                    | 2005年8月30日 2006年3月31日 | ゲームボーイアドバンス                                                         | Digital Eclipse                                                          | ナムコ エレクトロニック・アーツ        | ロムカセット                                                            | AGB-B5NP-USA AGB-B5NP-EUR                                                                                       | -        | 日本未発売 画面モード2種                                   |
| 29  | Namco Museum Remix みんなで遊ぼう!ナムコカーニバル Namco Museum Remix                              | 2007年10月23日 2007年12月6日 2008年4月8日 | Wii                                                                            | バンダイナムコゲームス                                                   | バンナム バンダイナムコゲームス アタリ | Wii用12センチ光ディスク                                                 | RVL-RN2E-USA RVL-RNWJ-JPN RVL-RN2P                                                                              | -        |                                                            |
| 30  | ディグダグ                                                                                         | 2008年6月9日 2008年7月1日 2008年8月29日 | Wii                                                                            | バンダイナムコゲームス                                                   | バンダイナムコゲームス                 | ダウンロード （バーチャルコンソール）                                   | FEDE FEDJ FEDP                                                                                                  | -        | ファミリーコンピュータ版の移植 2019年1月31日配信・発売終了 |
| 31  | ナムコミュージアム バーチャルアーケード                                                            | 2008年11月4日 2009年5月15日 2009年11月5日 | Xbox 360                                                                       | Namco Bandai Games America Inc. ゴッチテクノロジー                       | バンダイナムコゲームス                 | DVD-ROM                                                                 | 21022 2RD-00001                                                                                                 | -        |                                                            |
| 32  | ナムコミュージアム.comm Namco Museum Essentials                                                    | 2009年1月29日 2009年7月16日 2010年4月1日 | PlayStation 3 (PlayStation Network)                                            | バンダイナムコゲームス                                                   | バンダイナムコゲームス                 | ダウンロード                                                            | NPJB-00012 NPUB-30086 NPEB-00104                                                                                | -        | 2018年3月15日に配信終了                                    |
| 33  | Dig Dug REMIX                                                                                      | INT 2009年5月7日 | iPhone (iOS)                                                                   | バンダイナムコゲームス                                                   | バンダイナムコゲームス                 | ダウンロード                                                            | - | -        | オリジナル版として収録                                     |
| 34  | Namco Museum Megamix                                                                               | 2010年11月16日 | Wii                                                                            | バンダイナムコゲームス                                                   | バンダイナムコゲームス                 | Wii用12センチ光ディスク                                                 | RVL-SNME-USA | -        | 日本未発売 Namco Museum Remixの増補版                      |
| 35  | ディグダグ                                                                                         | 2012年10月3日 2013年2月14日 2013年5月2日 | ニンテンドー3DS                                                                | バンダイナムコゲームス                                                   | バンダイナムコゲームス                 | ダウンロード （バーチャルコンソール）                                   | TA9J TA9E TA9P                                                                                                  | -        | ファミリーコンピュータ版の移植                             |
| 36  | ディグダグ                                                                                         | 2014年10月15日 2015年2月5日 | Wii U                                                                          | バンダイナムコゲームス                                                   | バンダイナムコゲームス                 | ダウンロード （バーチャルコンソール）                                   | WUP-N-FDEJ-00                                                                                                   | -        | ファミリーコンピュータ版の移植                             |
| 37  | アーケードゲームシリーズ ディグダグ                                                                | INT 2016年4月20日 | Xbox One PlayStation 4 Windows                                                 | ゴッチテクノロジー                                                       | バンダイナムコエンターテインメント     | ダウンロード                                                            | CUSA-03669 (PS4) CUSA-03958 (PS4) CUSA-03863 (PS4)                                                              | -        |                                                            |
| 38  | ナムコミュージアム                                                                                 | INT 2017年7月28日 | Nintendo Switch                                                                | バンダイナムコエンターテインメント ゴッチテクノロジー アイ・ティー・エル | バンダイナムコエンターテインメント     | ダウンロード                                                            | - | -        |                                                            |
| 39  | NAMCO MUSEUM ARCHIVES Vol.1                                                                        | INT 2020年6月18日 | Nintendo Switch（日本国外） PlayStation 4 Xbox One Windows(Steam)              | B.B.スタジオ エムツー                                                    | バンダイナムコエンターテインメント     | ダウンロード (PSN) (Xbox Live Arcade) (Steam)                           | - | -        | ファミリーコンピュータ版を収録                             |
| 40  | ディグダグ (ナムコットコレクション版)                                                              | 2020年8月20日 | Nintendo Switch（日本国内）                                                    | B.B.スタジオ エムツー                                                    | バンダイナムコエンターテインメント     | ダウンロード                                                            | - | -        | ファミコン版の移植 DLC第3弾10タイトル中の1本               |
| 41  | ディグダグ                                                                                         | 2022年8月4日 | PlayStation 4 Nintendo Switch                                                  | ハムスター                                                               | ハムスター                             | ダウンロード (アーケードアーカイブス)                                   | CUSA-34024 (PS4) CUSA-34026 (PS4) CUSA-34025 (PS4)                                                              | -        |                                                            |

### おもな家庭用汎用ゲーム機・パソコン移植版の特徴
M5版
- M5本体と同時に発売されたナムコゲーム6作品のうちの1本[注釈 11]。土の掘削が半キャラ単位で、薄い壁状に掘り残す事が出来ない等の差異はあるが、スプライト機能によるキャラの動きは滑らかで、アクションゲームとしての水準を保っている。

PV-1000版
- キャラクターが全てBGで描画されており8ドット単位の移動となっている。

PC-8001版
- DEMPAマイコンソフトによるnamcoオリジナル・ゲーム・シリーズ最初期の作品。N-BASICモードのある機種でプレイ可能。わずか横160ドット、縦50ドットのセミグラフィック画面で構成されている。

PC-8001mkIISR版
- FM音源に対応し、アーケード版に非常に近いグラフィック画面になっている。

PC-8801版
- nimiHu-BASICコンパイラーで書かれた初期の作品。効果音はBEEP音のみ。

PC-8801mkIISR版
- PC-8001mkIISR版とほぼ同じ。

FM77AV版
- 他の機種では減らされている地層が四層となっている。

MSX版
- 1984年に「ナムコットゲームセンターシリーズ」第7弾としてMSX、パソコン用ゲームとして発売された（4,500円）。
- 後に1990年4月26日にフロッピーディスクで発売されたMSX用オムニバスソフト『ディスクNG 2』にも、このMSX版が収録されている。

ファミリーコンピュータ版
- 1985年に「ナムコット ファミリーコンピュータゲームシリーズ」第6弾として発売された。2004年5月21日にはファミコンミニ第2弾として発売（ゲームボーイアドバンス版）。

ゲームボーイ版
- 北米のみで移植版（パズル要素が加わった『NEWディグダグ』を含む）が発売され、後に『ナムコギャラリー Vol.2』（1996年）に収録された。

アーケード版
- 1996年に発売されたアーケードゲーム『ナムコクラシックコレクションVol.2』に収録された（後述の『ディグダグ・アレンジメント』を含む）。

Windows版
- 1998年発売の『ナムコヒストリー Vol.3』に収録され、生産終了後はナムコチャンネル for Sony Style、ナムコチャンネル for VAIOにてダウンロード販売が行われていた。2007年6月28日サービス終了。
- 1996年発売の『Microsoft Return of Arcade』にも収録されている。

Xbox 360版
- 2006年10月11日にXbox Live Arcadeによるダウンロード配信が開始された。オンライン世界ランキングおよび実績システム（「いずれかのステージで、全ての地面を全て掘れ!」「モンスター4匹を岩石で同時に潰せ!」などそれぞれにポイントがついている）に対応している。

Nintendo Switch（ナムコットコレクション/NAMCO MUSEUM ARCHIVES）版
- 基本的にファミコン版そのままだが、「ナムコットコレクション/NAMCO MUSEUM ARCHIVES」自体の機能として、ゲーム中いつでも「セーブ」（ステートセーブ）が可能（最大で4か所）。

アーケードアーカイブス版
- 後期バージョンを収録。初期バージョンと比較し、特定のラウンド以降でファイガーが動かなくなったり、目玉に変化したモンスターの動きが止まってしまう等の現象に調整が入っている。「こだわり設定」にて起動画面の表示、ゲームスピードの調整といった事を設定できる。

LSIゲーム版
- 学研より発売。オリジナル版との違いは、ポンプのかわりにファイアーガンを使って敵を倒す点にある。右のレバーでディグダグを上下左右に動かし、ファイアーガンを1 - 2回噴射して敵を足止めし、3回目で撃破。岩で敵を押し潰したり、目変化やBGMも再現されている。ディグダグの遅い動きは難点であり、敵を岩で潰すのも一苦労である。当時の低年齢層の評判は良かったが、青年層は移植度に不満を持っていたとされる[44]。

## 音楽
本作は、のちに発売された『ゼビウス』同様、同時発音数が3音であり、うち2音は主人公の移動音に用いられている。サウンドを手掛けた慶野由利子は作中においてBGMのように聞こえる音は音楽ではなく、主人公の移動音であると位置づけている。
慶野はプレイヤーの走行音を複数作っていたものの、なかなか採用されずに悩んでいた。その時、師匠である大野木宜幸から音楽にしてはどうかという提案が寄せられ、その結果として音楽的な移動音が出来上がった。
またファイガーが火を吹く音は、極端に低い音と高い音を組み合わせる形で表現された。
なお、第1作の楽曲に歌詞をつけた「恋のディグダグ」（作詞：弓達公雄、中沢淳 / 作曲：慶野由利子 / 編曲：米光亮 / 歌：まさごろ）という歌がある。同楽曲は『ビデオ・ゲーム・グラフィティ』（1986年）及び『ナムコベストヒットパレード!』（1989年）に収録。

## スタッフ
アーケード版
- 企画：池上正寿
- ハードウェア：石村繁一
- プログラミング：酒井俊夫、深谷正一
- サウンド：慶野由利子
- デザイン（ドット絵）：杉崎厚子（プーカァ、ファイガー）、小野浩（ディグダグ）
- デザイン（キービジュアル）：秋山眞由美

PC-8001版
- プログラム：RAM SOFT

X1版、PC-8801版
- プログラム：H.NISHIKAWA

MZ-1500版
- プログラム：中村雅実（迎霧狼慢）

FM-7版、FM77AV版
- プログラム：紅林俊彦

PC-6001mkII版
- プログラム：松島徹

PC-8001mkIISR版、PC-8801mkIISR版
- プログラム：BOGY AND KISS

## 評価
アーケード版
1998年に刊行されたゲーメストムック『ザ・ベストゲーム2』では、「迷路があらかじめ用意されているそれまでのドットイートタイプのゲームとは一線を画して、自分自身が『地面を掘る』ことにより通路を確保していくという考え方が画期的だった」、「（風船抜け、陰険打ちなどの）テクニックをフル活用してモンスターを一箇所にまとめ、その上から岩と落として高得点をたたき出すパターンを作ることは、ある種のステイタスであり、当時のマニアはパターン作りに熱中した」と紹介されている。

## 続編
ディグダグII
1985年に発売されたアーケードゲーム。舞台が小さな島の上となり、ゲーム性のキーワードが「掘る」から「崩す」となった。
ディグダグ・アレンジメント（アーケード版）
1996年に同社より発売されたアーケードゲーム『ナムコクラシックコレクションVol.2』内に収録。グラフィックやBGMが1990年代風にアレンジされ、様々な新フィーチャーが追加された。
ディグダグ・アレンジメント（家庭用ゲーム機版）
2005年2月24日発売のPlayStation Portable版『ナムコミュージアム Vol.1』に収録。2009年5月発売のiPhone / iPod touch版『Dig Dug REMIX』、2009年11月5日発売のXbox 360版『ナムコミュージアム バーチャルアーケード』にも収録されたが、PSP版にあったマルチプレイは削除されている。
ディグダグ ディギング ストライク
2005年9月8日に発売されたニンテンドーDS用ゲーム。1作目と『II』を融合させたシステムで、キャラクター設定はミスタードリラーシリーズからの逆輸入。
ディグダグアイランド
『ディグダグII』をベースとしたオンラインゲーム。1作目と『II』の世界観は継承しているもののキャラクターデザインは一新されている。舞台はホラヌ共和国となっており、『ディグダグ ディギング ストライク』については触れられていない。
2007年12月にクローズドベータテストが行われ、2008年5月8日にサービス開始。2009年4月21日にサービスを終了した。

## 関連作品・商品

### コラボ版
DIGDUG BB
TYPE-MOONによるゲーム『Fate/EXTRA』10周年記念企画の一つとして、バンダイナムコエンターテインメントとのコラボ版『DIGDUG BB』が2020年7月22日から同年12月25日12時まで特設サイトにて期間限定で無料公開するブラウザゲーム。（HTML5対応のブラウザがインストールされているデジタルデバイスならば概ねプレイ可能）
ディグダグの主人公「ディグダグ（ホリ・タイゾウ）」がFate/EXTRAシリーズに登場するキャラ「BB」に置き換えられており、全7ステージを概ねアーケード版とおりのゲームルールでクリアしていく。全ステージをクリアすると「ささやかなプレゼント」（公式リリースより）が贈られる。

### 商品
- 稼働当時、プーカァのグッズが多数作られた（キャップ、ビーチボール、ゼンマイで歩く人形など）。
- 稼働当時、直営のゲームセンターで豆本『ディグショナリー』が配布された。これは、当時新人だった遠藤雅伸がテストプレイ中に書き留めていたテクニック集が中村雅哉の目にとまり、世に出たものである。「目変化」などの用語も、遠藤が考案し本書の中で使用されたことで一般に広まった。
- CIZNAが2000年にTシャツをリリース。
- アートストームが2006年にTシャツをリリース。
- MARS16が2007年にTシャツをリリース。